# Adelobotrys panamensis
Adelobotrys panamensis es una especie de planta de flores perteneciente a la familia  Melastomataceae. Es endémica de  Panamá. Es tratada en peligro de extinción por pérdida de hábitat. 

## Distribución y hábitat
Es endémica de las montañas de El Copé en la provincia de Coclé. Parece ser muy común en esta pequeña área. Se desarrolla en las selvas nubosas cerca de las riveras de los ríos.

## Taxonomía
Adelobotrys panamensis fue descrita por Frank Almeda y publicado en Annals of the Missouri Botanical Garden 68(1): 206–208, f. 1. 1981.
Sinonimia
- Adelobotrys guianensis (DC.) Gleason
- Davya adscendens (Sw.) Griseb.
- Davya guianensis DC.
- Melastoma adscendens Sw.[1]